# 市村涼風
市村 涼風（いちむら りおん、2004年9月25日 - ）は、日本の子役、モデル。埼玉県出身。フラッシュアップ付属児童部アップル所属。

## 人物
趣味はサッカー、ダンス、野球、カードゲーム。特技は英語、ヴァイオリン、ピアノ、ゴルフ、書道、忍術（4級）。

## 出演

### 映画
- 日本映画学校 卒業制作「丘へと」（2011年） - 鈴木守役
- すべては君に逢えたから 監督：本木克英（2013年11月22日公開） - 飯田友喜役
- 祈りの幕が下りる時 監督：福澤克雄（2018年1月27日公開）-加賀恭一郎（幼少期）役

### テレビドラマ
- ゴーストママ捜査線（2012年、日本テレビ） - クラスメイト 役 レギュラー
- ヤメ検の女3（2012年） - 北山智也 役
- LEADERS リーダーズ（2014年3月22日・23日、TBS） - 愛知洋一郎（幼少時代）役
- 植物男子ベランダー 第7話（2014年、NHK） - 少年 役
- 玉川区役所 OF THE DEAD（2014年、テレビ東京） - 赤羽晋助役（幼少時代）役
- 牙狼〈GARO〉-GOLDSTORM- 翔 第11話（2015年、テレビ東京） - ガルド幼少期 役
- 天皇の料理番 第8話（2015年、TBS） - 秋山蔵三郎役（幼少期）役
- レッドクロス〜女たちの赤紙〜（2015年8月1日・2日、TBS） - 中川大地 役
- 経世済民の男〈高橋是清〉（2015年8月22日・29日、NHK） - 高橋清彦（少年期）役
- 連続テレビ小説（NHK）
  - とと姉ちゃん（2016年） - 玉置茂雄（幼少期）役
  - なつぞら（2019年） - 山田陽平（幼少期）役
- 男と女のミステリー時代劇 第6話「身代わり稼ぎ」（2016年6月24日、BSジャパン） - お光の弟 役
- Chef～三ツ星の給食～（2016年、フジテレビ）- 森岡貴之 役

### MV
- ゆず「ヒカレ」（2014年）
- NMB48「高嶺の林檎」（2014年）

### CM
- バンダイ ぱっとひらけるパン工場（2010年）
- ハウス食品「完熟トマトのハヤシライスソース」（2011年）
- 日本マクドナルド「ハッピーセット」プラレール 8連結篇（2011年）
- 日本マクドナルド「ハッピーセット」VooV 手品篇（2012年）
- 生和コーポレーション（2012年）
- アメリカン・エキスプレス（2012年）
- 日本マクドナルド「ハッピーセット」プラレール篇（2013年）
- FOX SPORTS（2013年）
- セイバン「天使の羽」（2013年）
- 三菱電機（2013年）
- PS Vita TV（2013年）
- KIRIN（2014年）
- ピザーラ（2014年）
- リクルート 勉強サプリ（2015年）
- ハピネット「UFOバスター撃Ⅱ」（2017年）

### 雑誌
- フリーペーパー「ダイハツカフェ 18号」（2011年）

### 広告
- 中萬学院（2011年）
- トレンドマイクロ（2012年）

### WEB
- TOYOTA（2014年）